# Stipe Pletikosa
Stipe Pletikosa (pron. ˈstiːpɛ ˈplɛtikɔsa; Spalato, 8 gennaio 1979) è un ex calciatore croato, di ruolo portiere.

## Carriera

### Club

#### Gli inizi
Cresciuto calcisticamente nell'Hajduk Spalato, entra in prima squadra il 1⁰ luglio 1996, diventando subito titolare.
Il suo rendimento è tale da farlo convocare nella nazionale croata nel suo terzo anno nel club.
Durante la sua permanenza, totalizza 143 presenze, vincendo un campionato croato nella stagione 2000-2001, e due Coppe di Croazia (nella stagione 1999-2000 e 2002-2003). Nel 2002 vince il premio di calciatore croato dell'anno.

#### Shakhtar Donetsk
Il 1⁰ luglio 2003 lascia la Croazia per trasferirsi in Ucraina, venendo acquistato per 800.000 euro dallo Shakhtar Donetsk, firmando un contratto biennale. Parte da titolare, ma salta numerose gare a causa di vari infortuni. Totalizza 28 presenze, vincendo una Prem"jer-liha nella stagione 2004-2005, una Coppa d'Ucraina nella stagione 2003-2004 ed una Supercoppa d'Ucraina nel 2005.

#### Ritorno all'Hajduk Spalato
Il 1⁰ luglio 2005 torna all'Hajduk Spalato in prestito annuale. Gioca 22 gare da titolare.

#### Ritorno allo Shakhtar
Il 30 giugno 2006, alla scadenza del prestito, torna allo Shakhtar Donetsk. Il suo ritorno, però, è piuttosto opaco, perché nel club il nuovo titolare è diventato il ceco Jan Laštůvka, e quindi Pletikosa trova spazio solo come secondo portiere. In un anno totalizza solamente tre presenze nella Prem"jer-liha.

#### Approdo in Russia con lo Spartak Mosca
Il 1⁰ marzo 2007 si trasferisce in Russia allo Spartak Mosca per circa 2,5 milioni di euro. Nel club russo rimane per tre anni e mezzo, totalizzando 63 presenze nella Prem'er-Liga.

#### Prestito al Tottenham
Il 1⁰ agosto 2010 lascia la Russia per l'Inghilterra, in prestito oneroso da 700.000 euro al Tottenham. La sua esperienza, però, è estremamente deludente: si ritrova chiuso dal titolare Heurelho Gomes, e quindi non ha la possibilità di scendere in campo. La sua unica presenza con la maglia degli Spurs è un derby contro l'Arsenal in Carabao Cup: al 90' il risultato è inchiodato sull'1-1, ma ai supplementari il Tottenham affonda, subendo tre reti in 13 minuti, due delle quali segnate su rigore da Samir Nasri.

#### Il ritorno in Russia
Il 1⁰ agosto 2011 torna in Russia, al Rostov, a costo zero. Qui diventa subito titolare. Le sue prestazioni diventano sempre più convincenti, nonostante continui a subire gol in quasi ogni partita. Il club russo è nelle parti basse della classifica e nella stagione 2014-2015 affronta gli spareggi contro il Tosno per rimanere in Prem'er-Liga; il Rostov vince entrambe le gare (la prima 1-0 e la seconda 4-1), rimanendo in massima serie, anche grazie a Pletikosa.
Durante la sua permanenza nel club, totalizza 116 presenze in campionato, vincendo una Coppa di Russia nella stagione 2014-2015 contro il Krasnodar, in una finale vinta ai rigori.

#### Deportivo la Coruña e ritiro
Il 1⁰ gennaio 2016 lascia di nuovo la Russia per accasarsi in Spagna, al Deportivo La Coruña. Durante la sua permanenza, però, non riesce a guadagnarsi il posto da titolare, occupato da Germán Lux. Pletikosa scende in campo in sole due occasioni, subendo ben 6 reti, e non viene più utilizzato nel corso della stagione.
Il 1⁰ luglio 2016 si ritira ufficialmente dal calcio giocato all'età di 37 anni.

### Nazionale
Pletikosa fa il proprio debutto con la maglia della nazionale croata a 20 anni contro la Danimarca nel 1999. Ma la sua insicurezza nelle uscite sulle palle alte gli gioca un brutto scherzo agli Europei Under 21 2000 in Slovacchia, dove la Croazia termina ultima nel proprio girone a causa di alcuni facili gol concessi da Pletikosa.
Lavora duramente per migliorare il proprio punto debole e, sotto la guida di Mirko Jozić, diventa portiere titolare della nazionale, giocando in tutte le tre partite della Croazia nella Coppa del mondo 2002 in Corea e Giappone.
Previsto come titolare anche a Euro 2004 in Portogallo, subisce però un infortunio qualche giorno prima dell'inizio del torneo e deve cedere la maglia di primo portiere a Tomislav Butina, fino ad allora la sua riserva. Butina mantiene il ruolo di titolare anche nelle gare di qualificazione a Germania 2006 e Pletikosa appare solo in due partite. Tuttavia, quando inizia la fase finale, Pletikosa viene scelto al posto di Butina, reduce da un grave infortunio patito all'inizio del 2006.
È convocato anche per Euro 2008, Euro 2012 e il mondiale in Brasile 2014, debuttando nella gara inaugurale del torneo contro la nazionale di casa persa per 3-1.

## Statistiche

### Cronologia presenze e reti in nazionale
| Cronologia completa delle presenze e delle reti in nazionale ― Croazia | Cronologia completa delle presenze e delle reti in nazionale ― Croazia | Cronologia completa delle presenze e delle reti in nazionale ― Croazia | Cronologia completa delle presenze e delle reti in nazionale ― Croazia | Cronologia completa delle presenze e delle reti in nazionale ― Croazia | Cronologia completa delle presenze e delle reti in nazionale ― Croazia | Cronologia completa delle presenze e delle reti in nazionale ― Croazia | Cronologia completa delle presenze e delle reti in nazionale ― Croazia |
| Data                                                                   | Città                                                                  | In casa                                                                | Risultato                                                              | Ospiti                                                                 | Competizione                                                           | Reti                                                                   | Note                                                                   |
| ---------------------------------------------------------------------- | ---------------------------------------------------------------------- | ---------------------------------------------------------------------- | ---------------------------------------------------------------------- | ---------------------------------------------------------------------- | ---------------------------------------------------------------------- | ---------------------------------------------------------------------- | ---------------------------------------------------------------------- |
| 10-2-1999                                                              | Spalato                                                                | Croazia                                                                | 0 – 1                                                                  | Danimarca                                                              | Amichevole                                                             | -                                                                      | 46’                                                                    |
| 16-6-1999                                                              | Seul                                                                   | Messico                                                                | 1 – 2                                                                  | Croazia                                                                | Amichevole                                                             | -1                                                                     |                                                                        |
| 19-6-1999                                                              | Seul                                                                   | Corea del Sud                                                          | 1 – 1                                                                  | Croazia                                                                | Amichevole                                                             | -1                                                                     |                                                                        |
| 23-2-2000                                                              | Spalato                                                                | Croazia                                                                | 0 – 0                                                                  | Spagna                                                                 | Amichevole                                                             | -                                                                      |                                                                        |
| 29-3-2000                                                              | Zagabria                                                               | Croazia                                                                | 1 – 1                                                                  | Germania                                                               | Amichevole                                                             | -1                                                                     |                                                                        |
| 26-4-2000                                                              | Vienna                                                                 | Austria                                                                | 1 – 2                                                                  | Croazia                                                                | Amichevole                                                             | -1                                                                     | 46’                                                                    |
| 16-8-2000                                                              | Bratislava                                                             | Slovacchia                                                             | 1 – 1                                                                  | Croazia                                                                | Amichevole                                                             | -                                                                      | 46’                                                                    |
| 2-9-2000                                                               | Bruxelles                                                              | Belgio                                                                 | 0 – 0                                                                  | Croazia                                                                | Qual. Mondiali 2002                                                    | -                                                                      |                                                                        |
| 28-2-2001                                                              | Fiume                                                                  | Croazia                                                                | 1 – 0                                                                  | Austria                                                                | Amichevole                                                             | -                                                                      |                                                                        |
| 24-3-2001                                                              | Osijek                                                                 | Croazia                                                                | 4 – 1                                                                  | Lettonia                                                               | Qual. Mondiali 2002                                                    | -1                                                                     |                                                                        |
| 2-6-2001                                                               | Varaždin                                                               | Croazia                                                                | 4 – 0                                                                  | San Marino                                                             | Qual. Mondiali 2002                                                    | -                                                                      |                                                                        |
| 6-6-2001                                                               | Riga                                                                   | Lettonia                                                               | 0 – 1                                                                  | Croazia                                                                | Qual. Mondiali 2002                                                    | -                                                                      |                                                                        |
| 15-8-2001                                                              | Dublino                                                                | Irlanda                                                                | 2 – 2                                                                  | Croazia                                                                | Amichevole                                                             | -2                                                                     |                                                                        |
| 1-9-2001                                                               | Glasgow                                                                | Scozia                                                                 | 0 – 0                                                                  | Croazia                                                                | Qual. Mondiali 2002                                                    | -                                                                      |                                                                        |
| 6-10-2001                                                              | Zagabria                                                               | Croazia                                                                | 1 – 0                                                                  | Belgio                                                                 | Qual. Mondiali 2002                                                    | -                                                                      |                                                                        |
| 13-3-2002                                                              | Fiume                                                                  | Croazia                                                                | 0 – 0                                                                  | Bulgaria                                                               | Amichevole                                                             | -                                                                      | 46’                                                                    |
| 27-3-2002                                                              | Zagabria                                                               | Croazia                                                                | 0 – 0                                                                  | Slovenia                                                               | Amichevole                                                             | -                                                                      | 46’                                                                    |
| 17-4-2002                                                              | Zagabria                                                               | Croazia                                                                | 2 – 0                                                                  | Bosnia ed Erzegovina                                                   | Amichevole                                                             | -                                                                      | 60’                                                                    |
| 3-6-2002                                                               | Niigata                                                                | Croazia                                                                | 0 – 1                                                                  | Messico                                                                | Mondiali 2002 - 1º turno                                               | -1                                                                     |                                                                        |
| 8-6-2002                                                               | Kashima                                                                | Italia                                                                 | 1 – 2                                                                  | Croazia                                                                | Mondiali 2002 - 1º turno                                               | -1                                                                     |                                                                        |
| 13-6-2002                                                              | Yokohama                                                               | Ecuador                                                                | 1 – 0                                                                  | Croazia                                                                | Mondiali 2002 - 1º turno                                               | -1                                                                     |                                                                        |
| 21-8-2002                                                              | Varaždin                                                               | Croazia                                                                | 1 – 1                                                                  | Galles                                                                 | Amichevole                                                             | -1                                                                     | 46’                                                                    |
| 7-9-2002                                                               | Osijek                                                                 | Croazia                                                                | 0 – 0                                                                  | Estonia                                                                | Qual. Euro 2004                                                        | -                                                                      |                                                                        |
| 12-10-2002                                                             | Sofia                                                                  | Bulgaria                                                               | 2 – 0                                                                  | Croazia                                                                | Qual. Euro 2004                                                        | -2                                                                     |                                                                        |
| 20-11-2002                                                             | Timișoara                                                              | Romania                                                                | 0 – 1                                                                  | Croazia                                                                | Amichevole                                                             | -                                                                      |                                                                        |
| 9-2-2003                                                               | Sebenico                                                               | Croazia                                                                | 2 – 2                                                                  | Macedonia                                                              | Amichevole                                                             | -1                                                                     | cap. 46’                                                               |
| 12-2-2003                                                              | Spalato                                                                | Croazia                                                                | 0 – 0                                                                  | Polonia                                                                | Amichevole                                                             | -                                                                      |                                                                        |
| 29-3-2003                                                              | Zagabria                                                               | Croazia                                                                | 4 – 0                                                                  | Belgio                                                                 | Qual. Euro 2004                                                        | -                                                                      |                                                                        |
| 2-4-2003                                                               | Varaždin                                                               | Croazia                                                                | 2 – 0                                                                  | Andorra                                                                | Qual. Euro 2004                                                        | -                                                                      |                                                                        |
| 30-4-2003                                                              | Solna                                                                  | Svezia                                                                 | 1 – 2                                                                  | Croazia                                                                | Amichevole                                                             | -1                                                                     |                                                                        |
| 11-6-2003                                                              | Tallinn                                                                | Estonia                                                                | 0 – 1                                                                  | Croazia                                                                | Qual. Euro 2004                                                        | -                                                                      |                                                                        |
| 20-8-2003                                                              | Ipswich                                                                | Inghilterra                                                            | 3 – 1                                                                  | Croazia                                                                | Amichevole                                                             | -2                                                                     | 70’                                                                    |
| 6-9-2003                                                               | Andorra la Vella                                                       | Andorra                                                                | 0 – 3                                                                  | Croazia                                                                | Qual. Euro 2004                                                        | -                                                                      |                                                                        |
| 10-9-2003                                                              | Bruxelles                                                              | Belgio                                                                 | 2 – 1                                                                  | Croazia                                                                | Qual. Euro 2004                                                        | -2                                                                     |                                                                        |
| 11-10-2003                                                             | Zagabria                                                               | Croazia                                                                | 1 – 0                                                                  | Bulgaria                                                               | Qual. Euro 2004                                                        | -                                                                      |                                                                        |
| 15-11-2003                                                             | Zagabria                                                               | Croazia                                                                | 1 – 1                                                                  | Slovenia                                                               | Qual. Euro 2004                                                        | -1                                                                     |                                                                        |
| 19-11-2003                                                             | Lubiana                                                                | Slovenia                                                               | 0 – 1                                                                  | Croazia                                                                | Qual. Euro 2004                                                        | -                                                                      |                                                                        |
| 18-2-2004                                                              | Spalato                                                                | Croazia                                                                | 1 – 2                                                                  | Germania                                                               | Amichevole                                                             | -2                                                                     |                                                                        |
| 31-3-2004                                                              | Zagabria                                                               | Croazia                                                                | 2 – 2                                                                  | Turchia                                                                | Amichevole                                                             | -                                                                      | 46’                                                                    |
| 29-5-2004                                                              | Fiume                                                                  | Croazia                                                                | 1 – 0                                                                  | Slovacchia                                                             | Amichevole                                                             | -                                                                      |                                                                        |
| 5-6-2004                                                               | Copenaghen                                                             | Danimarca                                                              | 1 – 2                                                                  | Croazia                                                                | Amichevole                                                             | -1                                                                     |                                                                        |
| 18-8-2004                                                              | Varaždin                                                               | Croazia                                                                | 1 – 0                                                                  | Israele                                                                | Amichevole                                                             | -                                                                      | 46’                                                                    |
| 9-2-2005                                                               | Gerusalemme                                                            | Israele                                                                | 3 – 3                                                                  | Croazia                                                                | Amichevole                                                             | -3                                                                     |                                                                        |
| 17-8-2005                                                              | Spalato                                                                | Croazia                                                                | 1 – 1                                                                  | Brasile                                                                | Amichevole                                                             | -                                                                      | 61’                                                                    |
| 3-9-2005                                                               | Reykjavík                                                              | Islanda                                                                | 1 – 3                                                                  | Croazia                                                                | Qual. Mondiali 2006                                                    | -1                                                                     |                                                                        |
| 7-9-2005                                                               | Attard                                                                 | Malta                                                                  | 1 – 1                                                                  | Croazia                                                                | Qual. Mondiali 2006                                                    | -1                                                                     |                                                                        |
| 1-3-2006                                                               | Basilea                                                                | Croazia                                                                | 3 – 2                                                                  | Argentina                                                              | Amichevole                                                             | -2                                                                     |                                                                        |
| 23-5-2006                                                              | Vienna                                                                 | Austria                                                                | 1 – 4                                                                  | Croazia                                                                | Amichevole                                                             | -1                                                                     | 46’                                                                    |
| 28-5-2006                                                              | Osijek                                                                 | Croazia                                                                | 2 – 2                                                                  | Iran                                                                   | Amichevole                                                             | -2                                                                     |                                                                        |
| 7-6-2006                                                               | Carouge                                                                | Croazia                                                                | 1 – 2                                                                  | Spagna                                                                 | Amichevole                                                             | -2                                                                     |                                                                        |
| 13-6-2006                                                              | Berlino                                                                | Brasile                                                                | 1 – 0                                                                  | Croazia                                                                | Mondiali 2006 - 1º turno                                               | -1                                                                     |                                                                        |
| 18-6-2006                                                              | Norimberga                                                             | Giappone                                                               | 0 – 0                                                                  | Croazia                                                                | Mondiali 2006 - 1º turno                                               | -                                                                      |                                                                        |
| 22-6-2006                                                              | Stoccarda                                                              | Croazia                                                                | 2 – 2                                                                  | Australia                                                              | Mondiali 2006 - 1º turno                                               | -2                                                                     | 70’                                                                    |
| 16-8-2006                                                              | Livorno                                                                | Italia                                                                 | 0 – 2                                                                  | Croazia                                                                | Amichevole                                                             | -                                                                      |                                                                        |
| 6-9-2006                                                               | Mosca                                                                  | Russia                                                                 | 0 – 0                                                                  | Croazia                                                                | Qual. Euro 2008                                                        | -                                                                      |                                                                        |
| 7-10-2006                                                              | Zagabria                                                               | Croazia                                                                | 7 – 0                                                                  | Andorra                                                                | Qual. Euro 2008                                                        | -                                                                      |                                                                        |
| 11-10-2006                                                             | Zagabria                                                               | Croazia                                                                | 2 – 0                                                                  | Inghilterra                                                            | Qual. Euro 2008                                                        | -                                                                      |                                                                        |
| 7-2-2007                                                               | Fiume                                                                  | Croazia                                                                | 2 – 1                                                                  | Norvegia                                                               | Amichevole                                                             | -1                                                                     |                                                                        |
| 24-3-2007                                                              | Zagabria                                                               | Croazia                                                                | 2 – 1                                                                  | Macedonia                                                              | Qual. Euro 2008                                                        | -1                                                                     |                                                                        |
| 2-6-2007                                                               | Tallinn                                                                | Estonia                                                                | 0 – 1                                                                  | Croazia                                                                | Qual. Euro 2008                                                        | -                                                                      |                                                                        |
| 6-6-2007                                                               | Zagabria                                                               | Croazia                                                                | 0 – 0                                                                  | Russia                                                                 | Qual. Euro 2008                                                        | -                                                                      |                                                                        |
| 8-9-2007                                                               | Zagabria                                                               | Croazia                                                                | 2 – 0                                                                  | Estonia                                                                | Qual. Euro 2008                                                        | -                                                                      |                                                                        |
| 13-10-2007                                                             | Zagabria                                                               | Croazia                                                                | 1 – 0                                                                  | Israele                                                                | Qual. Euro 2008                                                        | -                                                                      |                                                                        |
| 17-11-2007                                                             | Nikšić                                                                 | Macedonia                                                              | 2 – 0                                                                  | Croazia                                                                | Qual. Euro 2008                                                        | -2                                                                     |                                                                        |
| 21-11-2007                                                             | Londra                                                                 | Inghilterra                                                            | 2 – 3                                                                  | Croazia                                                                | Qual. Euro 2008                                                        | -2                                                                     |                                                                        |
| 6-2-2008                                                               | Spalato                                                                | Croazia                                                                | 0 – 3                                                                  | Paesi Bassi                                                            | Amichevole                                                             | -3                                                                     |                                                                        |
| 26-3-2008                                                              | Glasgow                                                                | Scozia                                                                 | 1 – 1                                                                  | Croazia                                                                | Amichevole                                                             | -1                                                                     |                                                                        |
| 24-5-2008                                                              | Fiume                                                                  | Croazia                                                                | 1 – 0                                                                  | Moldavia                                                               | Amichevole                                                             | -                                                                      |                                                                        |
| 31-5-2008                                                              | Budapest                                                               | Ungheria                                                               | 1 – 1                                                                  | Croazia                                                                | Amichevole                                                             | -1                                                                     |                                                                        |
| 8-6-2008                                                               | Vienna                                                                 | Austria                                                                | 0 – 1                                                                  | Croazia                                                                | Euro 2008 - 1º turno                                                   | -                                                                      |                                                                        |
| 12-6-2008                                                              | Klagenfurt am Wörthersee                                               | Croazia                                                                | 2 – 1                                                                  | Germania                                                               | Euro 2008 - 1º turno                                                   | -1                                                                     |                                                                        |
| 20-6-2008                                                              | Vienna                                                                 | Croazia                                                                | 1 – 1 dts (2 – 4 dtr)                                                  | Turchia                                                                | Euro 2008 - Quarti di finale                                           | -1                                                                     |                                                                        |
| 20-8-2008                                                              | Maribor                                                                | Slovenia                                                               | 2 – 3                                                                  | Croazia                                                                | Amichevole                                                             | -1                                                                     | 46’                                                                    |
| 6-9-2008                                                               | Zagabria                                                               | Croazia                                                                | 3 – 0                                                                  | Kazakistan                                                             | Qual. Mondiali 2010                                                    | -                                                                      |                                                                        |
| 10-9-2008                                                              | Zagabria                                                               | Croazia                                                                | 1 – 4                                                                  | Inghilterra                                                            | Qual. Mondiali 2010                                                    | -4                                                                     |                                                                        |
| 11-10-2008                                                             | Charkiv                                                                | Ucraina                                                                | 0 – 0                                                                  | Croazia                                                                | Qual. Mondiali 2010                                                    | -                                                                      |                                                                        |
| 15-10-2008                                                             | Zagabria                                                               | Croazia                                                                | 4 – 0                                                                  | Andorra                                                                | Qual. Mondiali 2010                                                    | -                                                                      |                                                                        |
| 11-2-2009                                                              | Bucarest                                                               | Romania                                                                | 1 – 2                                                                  | Croazia                                                                | Amichevole                                                             | -1                                                                     |                                                                        |
| 1-4-2009                                                               | Andorra la Vella                                                       | Andorra                                                                | 0 – 2                                                                  | Croazia                                                                | Qual. Mondiali 2010                                                    | -                                                                      |                                                                        |
| 23-5-2010                                                              | Osijek                                                                 | Croazia                                                                | 2 – 0                                                                  | Galles                                                                 | Amichevole                                                             | -                                                                      |                                                                        |
| 12-10-2010                                                             | Zagabria                                                               | Croazia                                                                | 2 – 1                                                                  | Norvegia                                                               | Amichevole                                                             | -1                                                                     |                                                                        |
| 29-3-2011                                                              | Parigi                                                                 | Francia                                                                | 0 – 0                                                                  | Croazia                                                                | Amichevole                                                             | -                                                                      | 46’                                                                    |
| 10-8-2011                                                              | Dublino                                                                | Irlanda                                                                | 0 – 0                                                                  | Croazia                                                                | Amichevole                                                             | -                                                                      |                                                                        |
| 2-9-2011                                                               | Attard                                                                 | Malta                                                                  | 1 – 3                                                                  | Croazia                                                                | Qual. Euro 2012                                                        | -1                                                                     |                                                                        |
| 6-9-2011                                                               | Zagabria                                                               | Croazia                                                                | 3 – 1                                                                  | Israele                                                                | Qual. Euro 2012                                                        | -1                                                                     |                                                                        |
| 7-10-2011                                                              | Il Pireo                                                               | Grecia                                                                 | 2 – 0                                                                  | Croazia                                                                | Qual. Euro 2012                                                        | -2                                                                     |                                                                        |
| 11-10-2011                                                             | Fiume                                                                  | Croazia                                                                | 2 – 0                                                                  | Lettonia                                                               | Qual. Euro 2012                                                        | -                                                                      |                                                                        |
| 11-11-2011                                                             | Istanbul                                                               | Turchia                                                                | 0 – 3                                                                  | Croazia                                                                | Qual. Euro 2012                                                        | -                                                                      |                                                                        |
| 15-11-2011                                                             | Zagabria                                                               | Croazia                                                                | 0 – 0                                                                  | Turchia                                                                | Qual. Euro 2012                                                        | -                                                                      |                                                                        |
| 29-2-2012                                                              | Zagabria                                                               | Croazia                                                                | 1 – 3                                                                  | Svezia                                                                 | Amichevole                                                             | -3                                                                     |                                                                        |
| 2-6-2012                                                               | Oslo                                                                   | Norvegia                                                               | 1 – 1                                                                  | Croazia                                                                | Amichevole                                                             | -1                                                                     |                                                                        |
| 10-6-2012                                                              | Poznań                                                                 | Irlanda                                                                | 1 – 3                                                                  | Croazia                                                                | Euro 2012 - 1º turno                                                   | -1                                                                     |                                                                        |
| 14-6-2012                                                              | Poznań                                                                 | Italia                                                                 | 1 – 1                                                                  | Croazia                                                                | Euro 2012 - 1º turno                                                   | -1                                                                     |                                                                        |
| 18-6-2012                                                              | Danzica                                                                | Croazia                                                                | 0 – 1                                                                  | Spagna                                                                 | Euro 2012 - 1º turno                                                   | -1                                                                     |                                                                        |
| 15-8-2012                                                              | Spalato                                                                | Croazia                                                                | 2 – 4                                                                  | Svizzera                                                               | Amichevole                                                             | -4                                                                     |                                                                        |
| 7-9-2012                                                               | Zagabria                                                               | Croazia                                                                | 1 – 0                                                                  | Macedonia                                                              | Qual. Mondiali 2014                                                    | -                                                                      |                                                                        |
| 11-9-2012                                                              | Bruxelles                                                              | Belgio                                                                 | 1 – 1                                                                  | Croazia                                                                | Qual. Mondiali 2014                                                    | -1                                                                     |                                                                        |
| 12-10-2012                                                             | Skopje                                                                 | Macedonia                                                              | 1 – 2                                                                  | Croazia                                                                | Qual. Mondiali 2014                                                    | -1                                                                     |                                                                        |
| 16-10-2012                                                             | Osijek                                                                 | Croazia                                                                | 2 – 0                                                                  | Galles                                                                 | Qual. Mondiali 2014                                                    | -                                                                      |                                                                        |
| 6-2-2013                                                               | Londra                                                                 | Corea del Sud                                                          | 0 – 4                                                                  | Croazia                                                                | Amichevole                                                             | -                                                                      |                                                                        |
| 22-3-2013                                                              | Zagabria                                                               | Croazia                                                                | 2 – 0                                                                  | Serbia                                                                 | Qual. Mondiali 2014                                                    | -                                                                      |                                                                        |
| 26-3-2013                                                              | Swansea                                                                | Galles                                                                 | 1 – 2                                                                  | Croazia                                                                | Qual. Mondiali 2014                                                    | -1                                                                     |                                                                        |
| 7-6-2013                                                               | Zagabria                                                               | Croazia                                                                | 0 – 1                                                                  | Scozia                                                                 | Qual. Mondiali 2014                                                    | -1                                                                     |                                                                        |
| 14-8-2013                                                              | Vaduz                                                                  | Liechtenstein                                                          | 2 – 3                                                                  | Croazia                                                                | Amichevole                                                             | -2                                                                     |                                                                        |
| 6-9-2013                                                               | Belgrado                                                               | Serbia                                                                 | 1 – 1                                                                  | Croazia                                                                | Qual. Mondiali 2014                                                    | -1                                                                     |                                                                        |
| 11-10-2013                                                             | Zagabria                                                               | Croazia                                                                | 1 – 2                                                                  | Belgio                                                                 | Qual. Mondiali 2014                                                    | -2                                                                     |                                                                        |
| 15-10-2013                                                             | Glasgow                                                                | Scozia                                                                 | 2 – 0                                                                  | Croazia                                                                | Qual. Mondiali 2014                                                    | -2                                                                     |                                                                        |
| 15-11-2013                                                             | Reykjavík                                                              | Islanda                                                                | 0 – 0                                                                  | Croazia                                                                | Qual. Mondiali 2014                                                    | -                                                                      |                                                                        |
| 19-11-2013                                                             | Zagabria                                                               | Croazia                                                                | 2 – 0                                                                  | Islanda                                                                | Qual. Mondiali 2014                                                    | -                                                                      |                                                                        |
| 31-5-2014                                                              | Osijek                                                                 | Croazia                                                                | 2 – 1                                                                  | Mali                                                                   | Amichevole                                                             | -1                                                                     |                                                                        |
| 7-6-2014                                                               | Salvador                                                               | Australia                                                              | 0 – 1                                                                  | Croazia                                                                | Amichevole                                                             | -                                                                      |                                                                        |
| 12-6-2014                                                              | San Paolo                                                              | Brasile                                                                | 3 – 1                                                                  | Croazia                                                                | Mondiali 2014 - 1º turno                                               | -3                                                                     |                                                                        |
| 19-6-2014                                                              | Manaus                                                                 | Camerun                                                                | 0 – 4                                                                  | Croazia                                                                | Mondiali 2014 - 1º turno                                               | -                                                                      |                                                                        |
| 23-6-2014                                                              | Recife                                                                 | Croazia                                                                | 1 – 3                                                                  | Messico                                                                | Mondiali 2014 - 1º turno                                               | -3                                                                     |                                                                        |
| Totale                                                                 |                                                                        | Presenze (4º posto)                                                    | 114                                                                    |                                                                        | Reti                                                                   | -91                                                                    |                                                                        |

| Cronologia completa delle presenze e delle reti in nazionale ― Croazia under 21 | Cronologia completa delle presenze e delle reti in nazionale ― Croazia under 21 | Cronologia completa delle presenze e delle reti in nazionale ― Croazia under 21 | Cronologia completa delle presenze e delle reti in nazionale ― Croazia under 21 | Cronologia completa delle presenze e delle reti in nazionale ― Croazia under 21 | Cronologia completa delle presenze e delle reti in nazionale ― Croazia under 21 | Cronologia completa delle presenze e delle reti in nazionale ― Croazia under 21 | Cronologia completa delle presenze e delle reti in nazionale ― Croazia under 21 |
| Data                                                                            | Città                                                                           | In casa                                                                         | Risultato                                                                       | Ospiti                                                                          | Competizione                                                                    | Reti                                                                            | Note                                                                            |
| ------------------------------------------------------------------------------- | ------------------------------------------------------------------------------- | ------------------------------------------------------------------------------- | ------------------------------------------------------------------------------- | ------------------------------------------------------------------------------- | ------------------------------------------------------------------------------- | ------------------------------------------------------------------------------- | ------------------------------------------------------------------------------- |
| 9-10-1998                                                                       | La Valletta                                                                     | Malta under 21                                                                  | 0 – 3                                                                           | Croazia under 21                                                                | Qual. Europeo Under-21 2000                                                     | -                                                                               |                                                                                 |
| 14-10-1998                                                                      | Sisak                                                                           | Croazia under 21                                                                | 4 – 0                                                                           | Macedonia under 21                                                              | Qual. Europeo Under-21 2000                                                     | -                                                                               |                                                                                 |
| 28-4-1999                                                                       | Zagabria                                                                        | Croazia under 21                                                                | 1 – 0                                                                           | Italia under 21                                                                 | Amichevole                                                                      | -                                                                               |                                                                                 |
| 5-6-1999                                                                        | Kratovo                                                                         | Macedonia under 21                                                              | 0 – 2                                                                           | Croazia under 21                                                                | Qual. Europeo Under-21 2000                                                     | -                                                                               |                                                                                 |
| 17-8-1999                                                                       | Belgrado                                                                        | Jugoslavia under 21                                                             | 2 – 6                                                                           | Croazia under 21                                                                | Qual. Europeo Under-21 2000                                                     | -2                                                                              |                                                                                 |
| 3-9-1999                                                                        | Zagabria                                                                        | Croazia under 21                                                                | 5 – 1                                                                           | Irlanda under 21                                                                | Qual. Europeo Under-21 2000                                                     | -1                                                                              |                                                                                 |
| 13-11-1999                                                                      | Faro                                                                            | Portogallo under 21                                                             | 2 – 0                                                                           | Croazia under 21                                                                | Qual. Europeo Under-21 2000                                                     | -2                                                                              |                                                                                 |
| 17-11-1999                                                                      | Spalato                                                                         | Croazia under 21                                                                | 3 – 0 dts                                                                       | Portogallo under 21                                                             | Qual. Europeo Under-21 2000                                                     | -                                                                               |                                                                                 |
| 27-5-2000                                                                       | Trnava                                                                          | Croazia under 21                                                                | 1 – 2                                                                           | Paesi Bassi under 21                                                            | Europeo Under-21 2000 - 1º turno                                                | -2                                                                              |                                                                                 |
| 29-5-2000                                                                       | Trnava                                                                          | Spagna under 21                                                                 | 0 – 0                                                                           | Croazia under 21                                                                | Europeo Under-21 2000 - 1º turno                                                | -                                                                               |                                                                                 |
| 1-6-2000                                                                        | Trenčín                                                                         | Rep. Ceca under 21                                                              | 4 – 3                                                                           | Croazia under 21                                                                | Europeo Under-21 2000 - 1º turno                                                | -4                                                                              |                                                                                 |
| 10-11-2001                                                                      | Spalato                                                                         | Croazia under 21                                                                | 1 – 1                                                                           | Rep. Ceca under 21                                                              | Qual. Europeo Under-21 2002                                                     | -1                                                                              |                                                                                 |
| 13-11-2001                                                                      | Teplice                                                                         | Rep. Ceca under 21                                                              | 0 – 0                                                                           | Croazia under 21                                                                | Qual. Europeo Under-21 2002                                                     | -                                                                               |                                                                                 |
| Totale                                                                          |                                                                                 | Presenze                                                                        | 13                                                                              |                                                                                 | Reti                                                                            | -12                                                                             |                                                                                 |

## Palmarès

### Club
- Campionato croato: 1

Hajduk Spalato: 2000-2001
- Coppa di Croazia: 2

Hajduk Spalato: 1999-2000, 2002-2003
- Campionato ucraino: 1

Šachtar: 2004-2005
- Coppa d'Ucraina: 1

Šachtar: 2003-2004
- Supercoppa d'Ucraina: 1

Šachtar: 2005
- Coppa di Russia: 1

Rostov: 2013-2014

### Individuale
- Calciatore croato dell'anno: 1

2002